# 旧住民
旧住民（きゅうじゅうみん）とは、転入者が増えた地域で、転入してきた新住民に対して古くから住している住民を指す。

## 性格
- 旧住民の多くは先祖代々にわたって住している場合が多く、血縁関係で結ばれていることが多い。また、農業や個人商店の経営などに従事している者が多い[1]。
- 一般的に政治的に保守的であることが多く、生まれ育った地域に愛着を持つ人が多い。地域の取り決めや慣習などにも適応しており、強いコミュニティを形成している場合が多い。
- 多くは自営業者（農業も広い意味で含む）で富裕層であり、時間的にも経済的にも余裕がある[1]。
- 高度経済成長以前は、神社（氏子）や寺（檀家）を中心にした地域社会を形成していたが、新住民の転入により地域によっては次第に数的にも少数派となり、細々と地域社会の伝統を継承していると言ってもいいような地域も現れ増加している。
- また、地域社会に対する関心と責任感が高いため、新住民よりも自治体議員や、首長になる確率が比較的高かった。もっとも今では（地域によって異なるが）全体として議員や首長になることは減少している。ここにも旧住民の存在感の低下がうかがえる。

## 新住民との関係
- 元来、旧住民は転入してきた新住民に対して温かい対応で迎え入れてきた。特にもともと農家で不動産賃貸業を兼業として行っている場合などは、新住民は入居者であり、顧客であるという意識があったからである。
- また、旧住民は数世代同居の大家族であることが多く、家族の意思決定をしているのは年長者である。その判断に家族が従うことになり、旧住民の意思決定すなわち高齢者長老の意思となった。
- 新住民が比較的若年層が多かったこともあり、相互に擬似的な親子意識がありまた友好的であった。
- しかし、バブル期に土地価格高騰があり、開発業者の営業攻勢や相続税納税のために農地や不動産を手放すことが増加すると、こうした友好的な雰囲気はその前提が崩れ消滅したといわれる。

## 新住民との対立
地域によっては新住民との間で軋轢が生まれている地域もある。
- 軋轢の多くは、旧住民の形成してきた地域社会（コミュニティ）と新住民の生活スタイルの相違が原因。
- ごみの収集に関する地域の規則や、地域の清掃活動や防犯活動、防災活動などの取り組みに対する考え方の差がある。
- 旧住民は古くからその地域に住み、その地域で人生を終えるという基本的なライフプランがあるために、地域への投資を厭わないが、新住民の多くは勤め人で異動転勤も多い。その地域に生まれ育ったわけでもなく、また、辞令一枚で次の勤務地に移動することも多いため、地域への投資を嫌う。
- また、分譲マンションや分譲住宅地などのようにそこに生涯住むことを前提としている新住民であっても、その分譲マンション内や分譲住宅内の狭い範囲でのコミュニティを形成することには抵抗がないものの、その他の地域政治社会に対して利害の対立を恐れて閉鎖的である。その結果地域の旧来からあるコミュニティからの接触を過度に嫌っている。
- もちろん旧住民側にも、新住民に対する（生活体系の差に起因する）抵抗感がある。

- 生活状況の差について記すと、旧住民が農業や自営業者が多いので時間の拘束が緩やかで、不動産の賃貸収入などがあり経済的にも余裕がある。新住民の多くは仕事の基盤を都市においているサラリーマンなどであり、時間の拘束が厳しく、給与以外の収入がないなど経済的にも余裕が少ないなどのライフスタイルの差が横たわっている。